# Данилов, Леонид Иванович (машиностроитель)
Леонид Иванович Данилов (19 апреля 1927, Туртино, Владимирская губерния — 23 мая 1994, Норильск, Красноярский край) — советский организатор промышленности, изобретатель, Заслуженный машиностроитель РСФСР.

## Биография
Родом из деревни Туртино (ныне — Суздальского района Владимирской области). Окончил 5 классов сельской школы. Учился в Ивановском ремесленном училище на краснодеревщика, в 1943 году направлен на работу столяром-модельщиком на военный завод в Сибирь.
В 1945 году переведен на Норильский горно-металлургический комбинат.
В Норильске окончил вечернюю школу, техникум и вечерний индустриальный институт (1966).
Работал на обогатительной фабрике учеником слесаря и слесарем, машинистом, бригадиром слесарей, мастером, механиком.
В 1968—1971 главный механик медного завода.
С 1971 года — главный инженер Управления главного механика комбината, с 1978 года — главный механик — начальник Управления главного механика НГМК.
Доцент кафедры Норильского НИИ. Соавтор 58 изобретений.
С 1993 года на пенсии. Умер в результате тяжёлой болезни.

### Семья
Жена — Анна Митрофановна, дочь Светлана, сын Владимир.

## Награды
- орден Ленина,
- два ордена Трудового Красного Знамени,
- орден «Знак Почёта»,
- медали,
- Заслуженный машиностроитель РСФСР (1981),
- Почётный гражданин Норильска (2000).

## Память
В Норильске 19 апреля 2002 года на доме, где он жил (пр. Ленинский 3), установлена мемориальная доска.